# Gaggio Montano
Gaggio Montano (en dialecte bolonyès: Gâg) és un comune (municipi) de la Ciutat metropolitana de Bolonya (antiga província de Bolonya), a la regió italiana d'Emília-Romanya, situat uns 45 km al sud-oest de Bolonya.
L'1 de gener de 2018 tenia 4.846 habitants.
Gaggio Montano limita amb els municipis següents: Castel d'Aiano, Castel di Casio, Grizzana Morandi, Lizzano in Belvedere, Montese, Alto Reno Terme i Vergato.